# İnciğez, İhsangazi
İnciğez là một xã thuộc huyện İhsangazi, tỉnh Kastamonu, Thổ Nhĩ Kỳ. Dân số thời điểm năm 2008 là 174 người.